# Geologie des Aravalligebirges

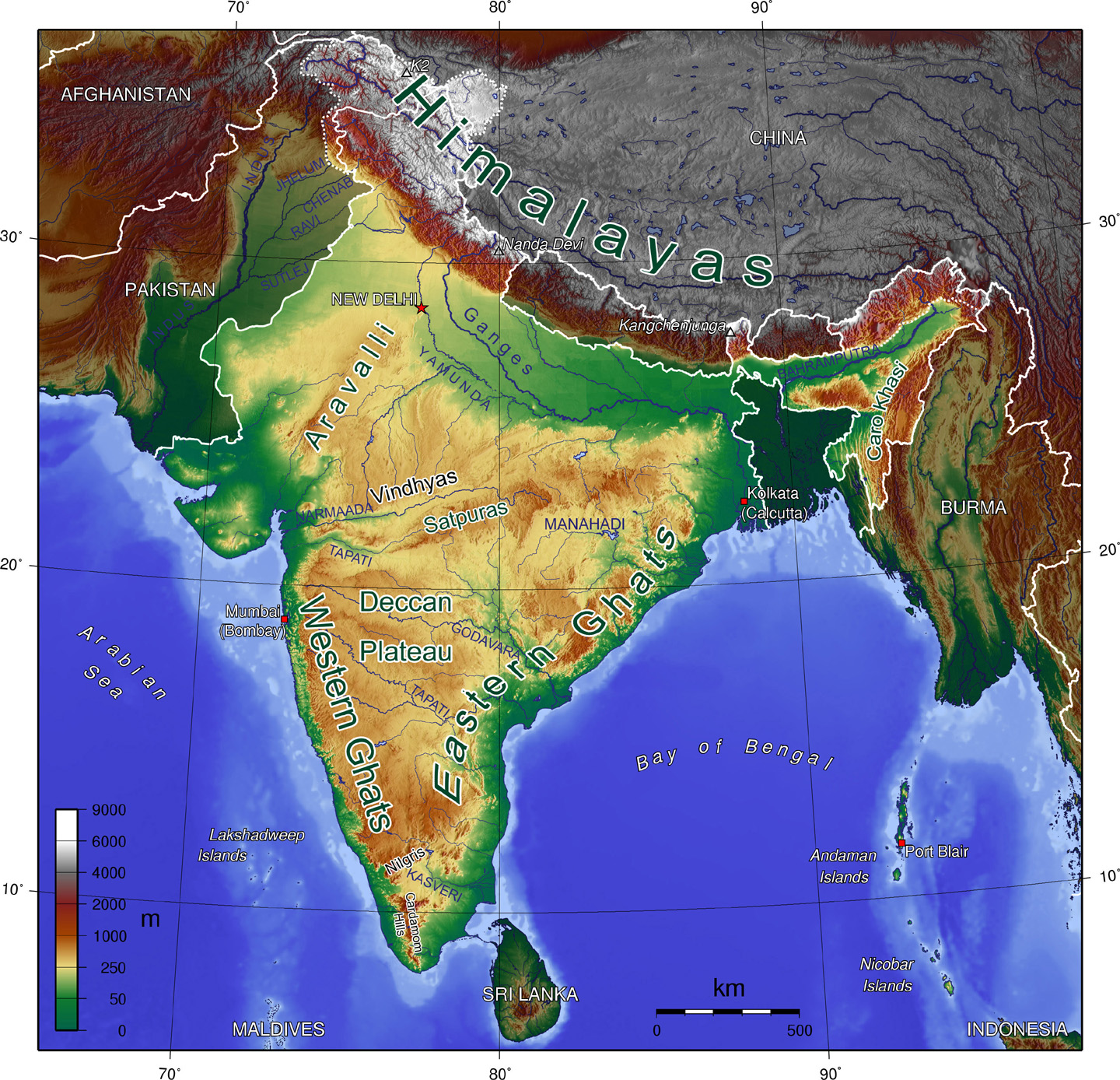
Lage des Aravalligebirges

Die Geologie des Aravalligebirges (Aravalli Mountain Range) besteht im Wesentlichen aus einem Grundgebirge, auf dem sich orogene Gürtel (Orogenic belts), magmatische Prozesse und Sedimentbecken entwickelten. Sie werden zusammen allgemein als Aravalli-Kraton bezeichnet. Die Entwicklung kann bis ins Archaikum zurückverfolgt werden. Das Aravalligebirge ist ein erodiertes Rumpfgebirge und eines der ältesten Faltengebirge des indischen Subkontinents. Es bildet einen geologischen Horst, welcher sich über ca. 700 km Länge mit einer Breite bis zu 150 km in Südwest-Nordost-Richtung von den Bundesstaaten Gujarat im Süden, durch ganz Rajasthan bis nach Haryana nahe Delhi im Norden erstreckt, wo er allmählich in die Gangesebene übergeht. Postorogene magmatische Ereignisse traten sich bis vor ca. 680 Millionen Jahren auf.

## Regionale Geologie

### Grundgebirge
Das Grundgebirge des Aravalligebirges wird vom archaischen Banded Gneissic-Komplex, auch Bhilwara Gneissic Complex genannt, gebildet. Dieser umfasst paläoarchaische 3300 bis 2700 Millionen Jahre alte Gneise, TTG-Komplexe mit Tonaliten, Trondhjemiten und Granodioriten. Sie wurden intrudiert von neoarchaischen 2600 bis 2500 Millionen Jahre alten TTG, Sanukitoiden und kaliumhaltigen Granitoiden. Die Granite unterlagen drei Verformungsereignissen, die zu Grünschiefer-Fazies bis Amphibolit-Fazies führten. Zirkon-Geochronologie ergab ein Kristallisationsalter um 2538 mya mit einer markanten metamorphen Überprägung um 1307 mya.

### Orogene Gürtel
Auf dem Grundgebirge entwickelte ein System aus zwei nahezu parallelen Faltengürteln, die zusammen als Aravalli-Delhi-Faltengürtel (Aravalli Delhi Fold Belt) bezeichnet werden. Dieser entwickelte sich in Grabenbrüchen bzw. Ozeanbodenspreizungen mit anschließenden Subduktionsprozessen und Inselbogenbildungen während der Kollision des Bhilwara Gneissic Complexes mit dem Bundelkhand-Kraton. Die beiden Faktengürtel sind durch ihre jeweiligen Ablagerungssequenzen (Supergroups) charakterisiert. Der Aravalli-Faltengürtel liegt am südöstlichen Abschnitt des Aravalligebirges. Um 1800 mya begann dessen Hebung. In der letzten Kollisionsphase wurden die tektonischen Überschiebungen und Falten steiler. Der Delhi-Faltengürtel bildet den nordwestlichen Abschnitt des Aravalligebirges. Zwischen diesem und dem Aravalli-Faltengürtel liegt lokal die Enklave des spätpaläoproterozoischen granulitischen Sandmata Complexes.
- Aravalli Supergroup

Die erste Entwicklungsphase begann zwischen 2200 und 2100 mya mit Spreizungsprozessen und Öffnung von Becken in dem Grundgebirge. Darin entstand die sedimentäre, metamorph überprägte Aravalli Supergroup paläoproterozoischen Alters. Sie besteht im Wesentlichen aus unterschiedlichen Calciumcarbonaten, Quarziten und diversen Siliziklastika, welche teilweise turbiditisch abgelagert wurden. Von 1900 bis 1800 mya schlossen sich die Becken wieder mit Auffaltung des Aravalli-Faltengürtels und Bildung der Aravalli-Geosutur. Deformationen und Metamorphosen erzeugten Grünschiefer-Fazies bis Amphibolit-Fazies.
- Delhi Supergroup

Weitere Riftsysteme entstanden von 1.700 bis 1.500 mya, in denen die mesoproterozoische Delhi Supergroup sedimentierte. Sie setzt sich aus einer dicken suprakrustalen Abfolge geschichteter Lagen verschiedener mafischer Vulkanite, verschiedenartiger Calciumcarbonate und Siliziklastika zusammen. Die Vulkanite haben kontinentale Affinität. Die Gesteine sedimentierten in fluvialen und flachmarinen sowie tiefmarinen Ablagerungsmilieus. Um 1100 mya schlossen sich diese Becken wieder, wodurch diese Sequenz aufgefaltet wurde mit Bildung der Delhi-Geosutur. Die Gesteine erhielten eine metamorphe Überprägung zu Blauschiefer-Fazies.

### Sedimentbecken
Entlang der Aravalligebirges bildeten sich zwei Becken aus, das Vindhyan-Becken und das Marwar-Becken. Die Sedimente in diesen Becken stammen vom Aravalligebirge. Die Entstehung dieser Sedimentbecken kann den Zeiträumen der Superkontinente Columbia (unteres Vindhyan), Rodinia (oberes Vindhyan) und Gondwana (Marwar) zugeordnet werden.
- Vindhyan-Becken

Das Vindhyan-Becken (Vindhyan Basin) befindet sich südöstlich des Aravalligebirges. Es ist ein intrakontinentales Becken aus dem Proterozoikum. Es nimmt eine Gesamtfläche von etwa 162.000 Quadratkilometern, von denen ca. 80.000 Quadratkilometer von andern Schichten überlagert sind. Das Becken bildet eine breite Synklinale, die das Ergebnis einer großen Krustenverwerfung nach der Orogenese des Delhi-Faltengürtels mit Transgressions- und Regressionphasen des Meeres ist. Der südliche Rand des Beckens wird durch das ONO-WSW verlaufende Narmada-Son-Lineament unmittelbar nördlich des Satpuragebirges begrenzt, das auch als Central India Tectonic Zone bekannt ist. Die Sedimente bestehen aus einer mehr als 5000 m mächtige Abfolge von Sandsteinen, Mudstones und Kalksteinen. Sie lagern auf Banded Gneissic Complex, im Son-Tal und auf Bereichen des Bundelkhand-Kratons und bilden die Vindhyan-Supergruppe, die in das obere Vindhyan und das untere Vindhyan eingeteilt wird. Das Alter des unteren Vindhyan wird auf das Mesoproterozoikum um 1000 mya eingegrenzt, während das Alter der oberen Vindhyan möglicherweise bis zum Neoproterozoikum reicht. Die Sedimente lagerten sich in einem seichten marinen Ablagerungsmilieu ab.
- Marwar-Becken

Das Marwar-Becken (Marwar Basin) ist ein intrakontinentales Becken, welches liegt nordwestlich des Aravalligebirges im Bundesstaat Rajasthanliegt und sich südlich von der Stadt Nagaur im Osten bis nördlich dem Ort Pokaran im Westen erstreckt. Die Ablagerungen bilden die Marwar-Supergruppe, welche auf der Malani Igneous Suite basiert. Die Sedimentsequenz hat eine geschätzte Mächtigkeit von bis zu 2000 m. Sie wird in drei Gruppen eingeteilt: die untere Jodhpur-Gruppe, die mittlere Bilara-Gruppe und die obere Nagaur-Gruppe und besteht überwiegend aus Areniten, Tonen, verschiedenartigen Calciumcarbonaten und Evaporiten. Die Sedimente der Marwar-Supergruppe lagern flach und sind gering deformiert und nicht metamorphosiert. Das Alter der Sedimentsequzenz datiert zwischen dem Ediacarium und dem Kambrium von ca. 570 bis 521 mya.

### Magmatische Ereignisse
Zwischen 860 und 680 ereigneten sich postorogene magmatische Ereignisse, wie z. B. die Einlagerung der Erinpura-Granite und der Malani Igneous Suite.
- Erinpura-Granite

Die Gesteine des Delhi-Faltengürtels wurden wiederholt deformiert und anschließend von spätorogenen Granitoiden der Erinpura Granite intrudiert. Deren Protolith-Kristallisation erfolgte zwischen 860 und 830 mya. Diese granitischen Intrusionen sind überall im südlichen Teil des Delhi-Faltengürtels sowie in dessen Vorland zu finden. Sie bestehen aus undeformierten bis unterschiedlich deformierten Graniten und granitischen Gneisen. Einige Komponenten der Erinpura-Granitoide, wie der Siyawa-Granit und die in der Nähe der Stadt Sirohi aufgeschlossenen Granite, zeigen Anzeichen von Migmatitisierung. Diese wird durch Anatexis und die damit verbundene Monazitkristallisation um 779 mya dokumentiert. Das Ende des tektono-thermalen Ereignisses im Sirohi-Gebiet wird durch ein Muskovit-Alter um 736 mya eingegrenzt. Die Erinpura-Granite werden von der Malani Igneous Suite überlagert und intrudiert.
- Malani Igneous Suite

Die Malani Igneous Suite stellt das größte einzelne felsische magmatische Ereignis des indischen Subkontinents dar und erstreckt sich über das Aravalligebirge mit einer großen Fläche von ca. 50.000 Quadratkilometer. Sie besteht hauptsächlich aus felsischen Rhyolithischen und rhyodazitischen Lavaströmen mit granitoiden Plutonen sowie untergeordneten mafischen Laven und felsischen und mafischen Dykes. Die Malani Igneous Suite entstand während eines intrakratonischen Rift-Regimes zwischen 780 und 680 mya. Sie überlagern diskordant den Delhi-Faltengürtel und drangen in diesen lokal ein.

## Galerie

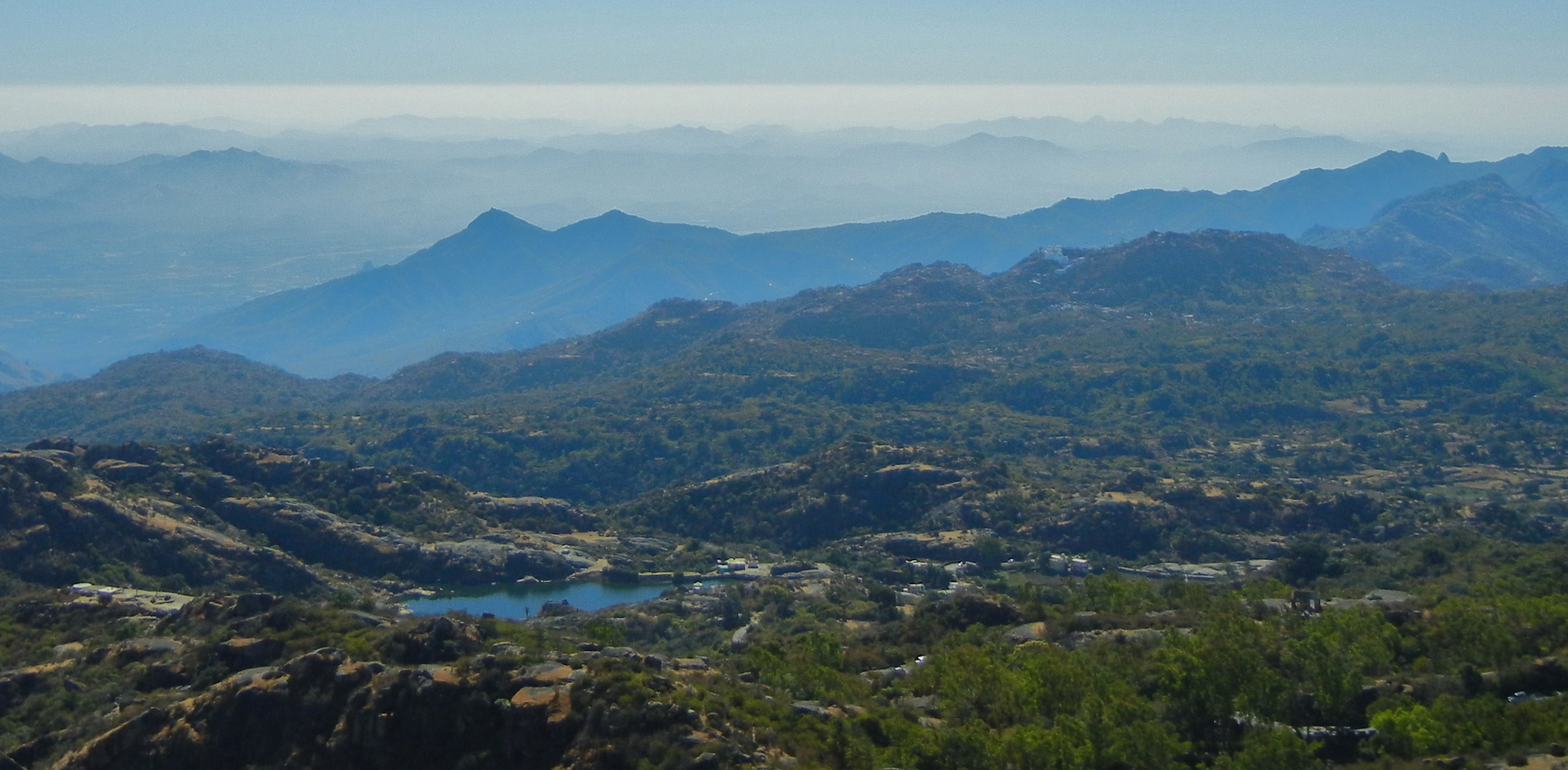
Ansicht auf die Arbuda Mountains/Rajasthan
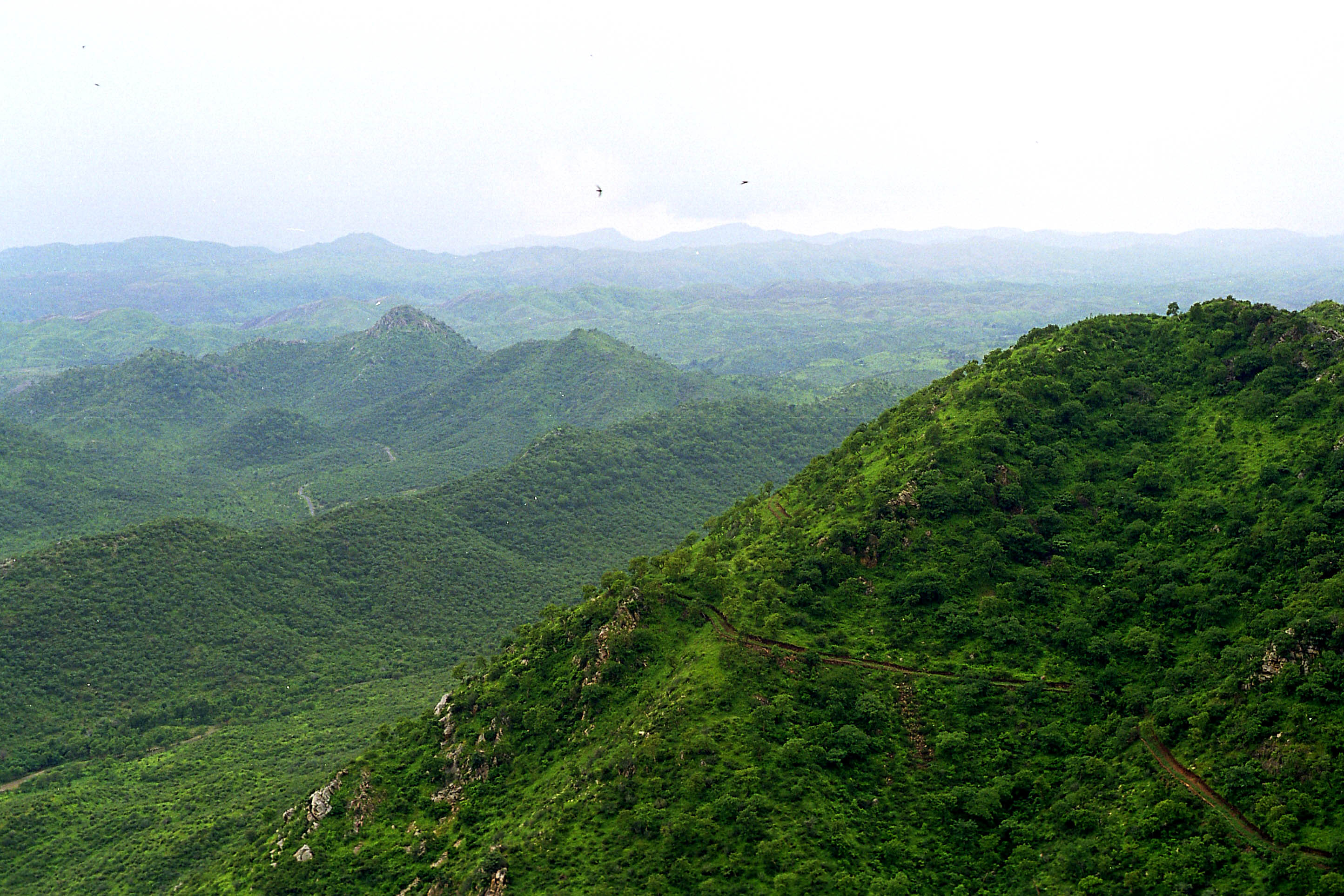
Urwaldtrasse im Aravalligebirge/Rajasthan
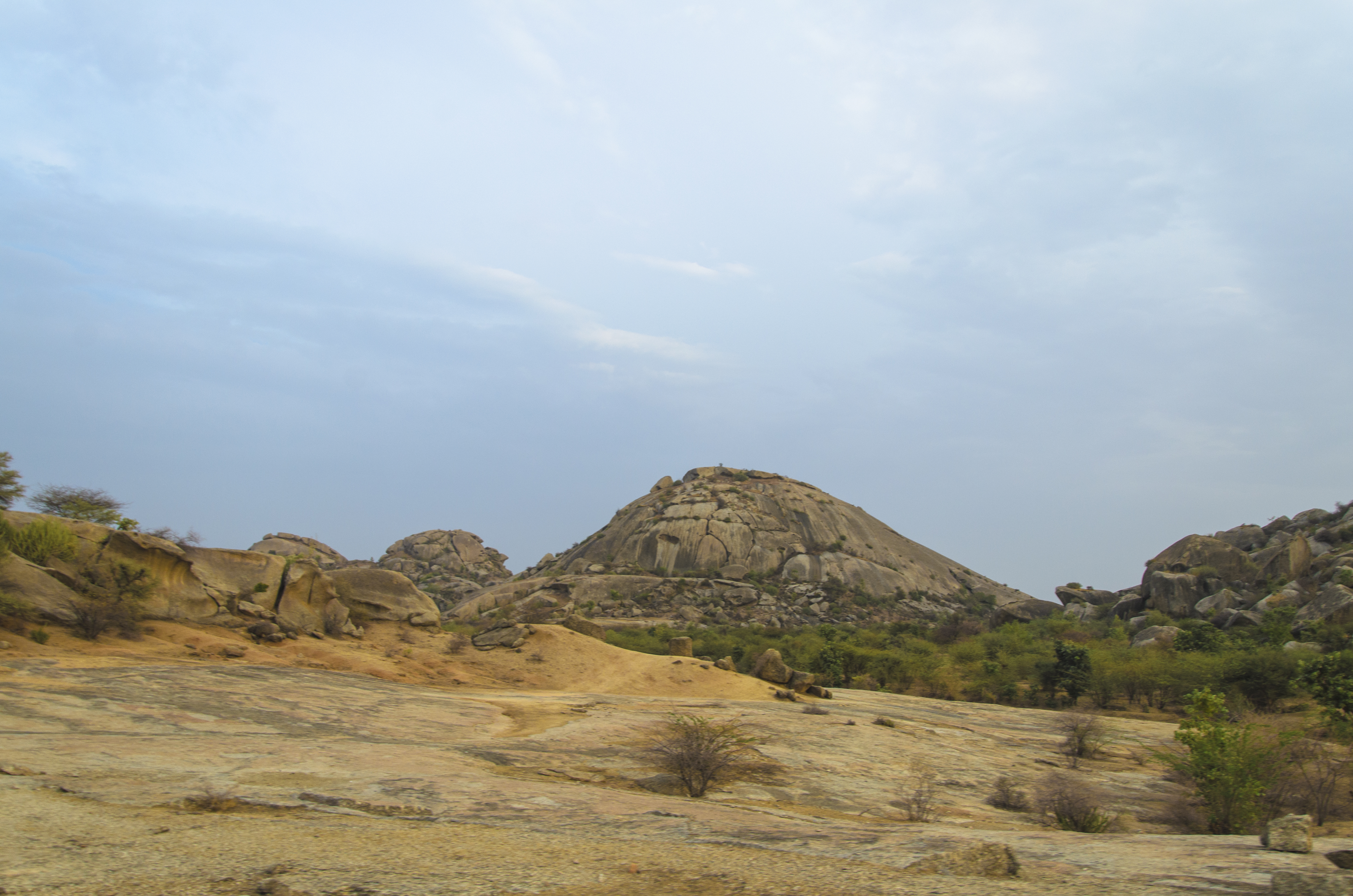
Felsformation Jawai Bera/Rajasthan
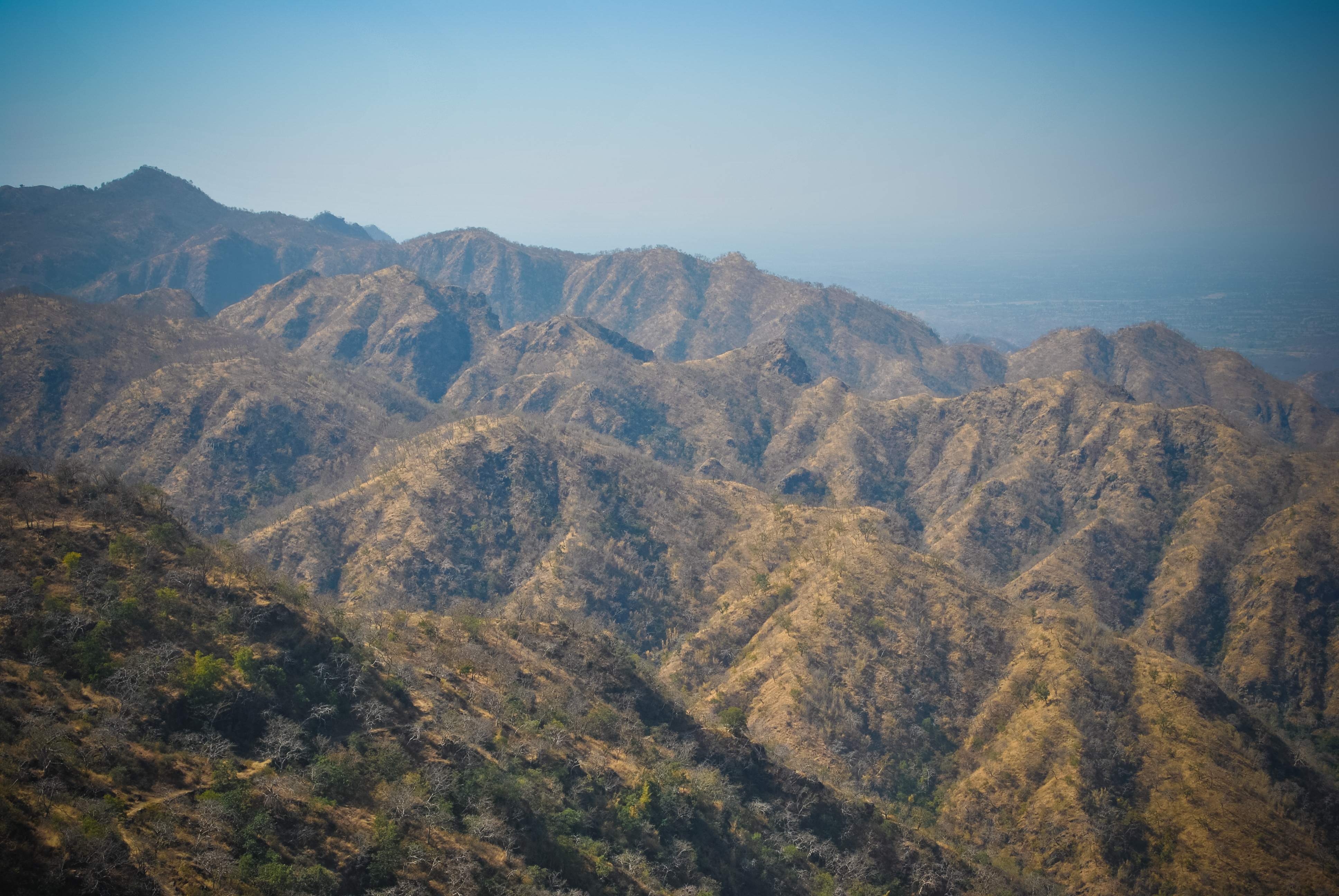
Bergrücken im Rajsamand Distrikt/Rajasthan
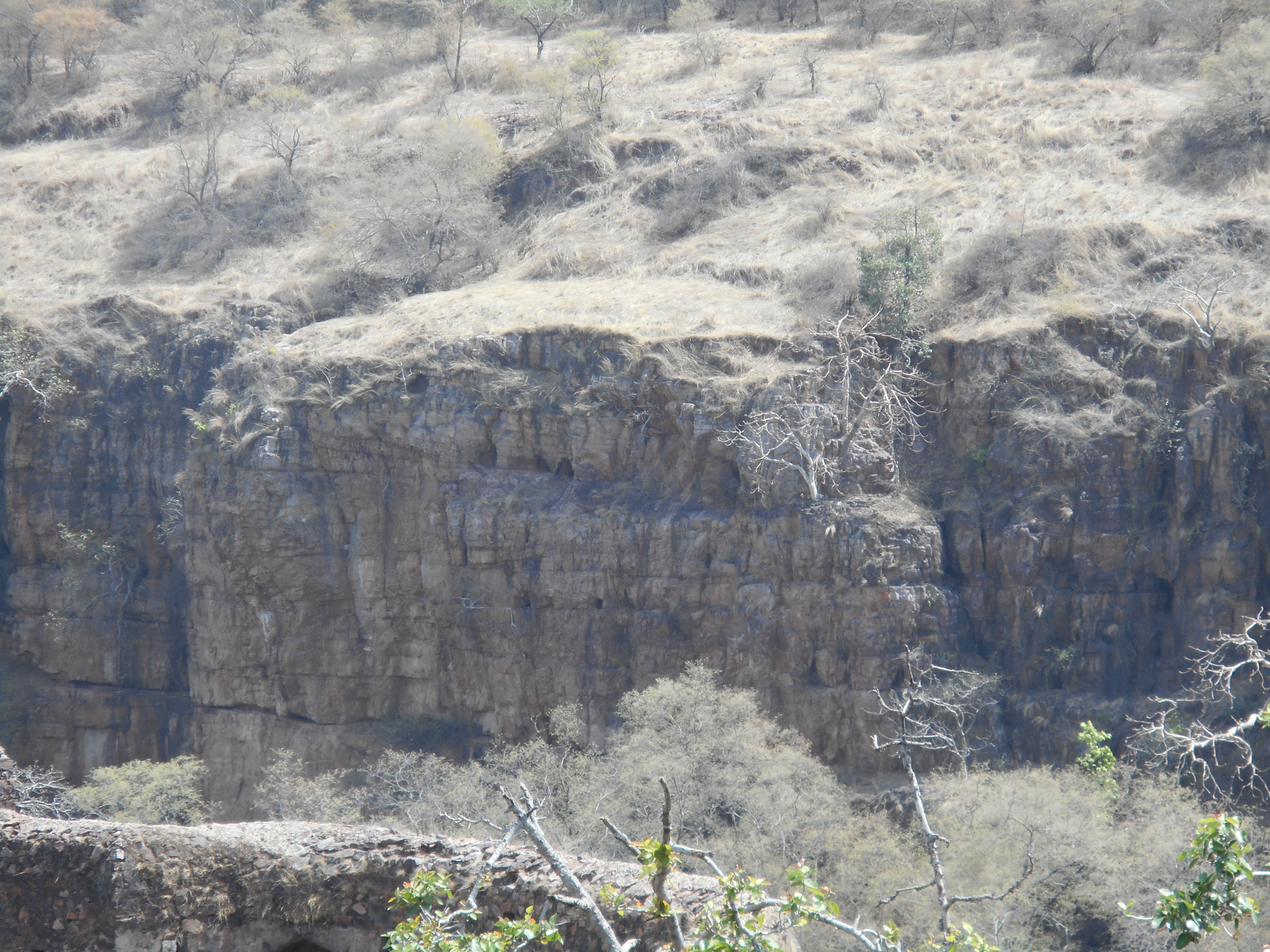
Steilabhänge/Rajasthan
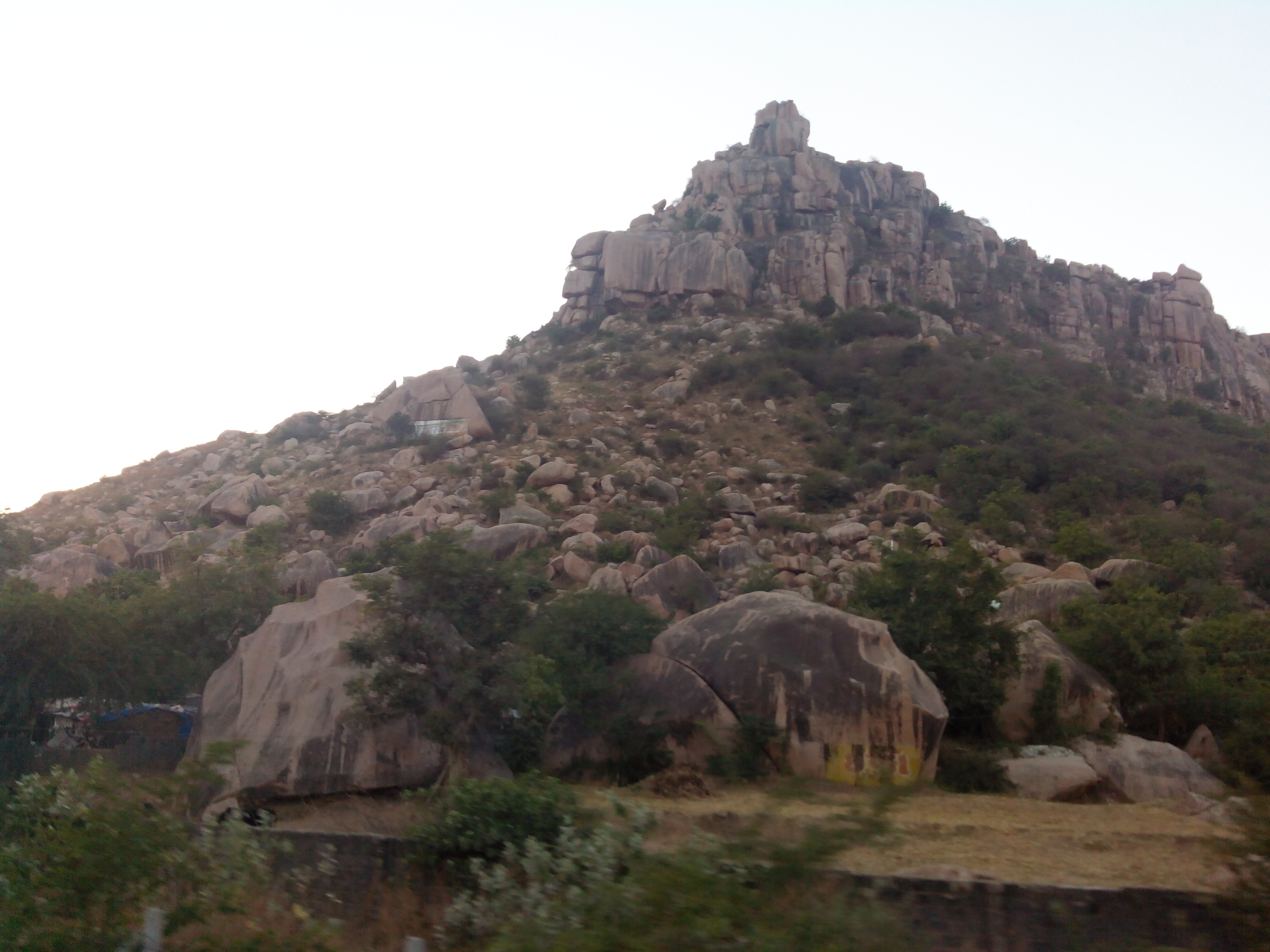
Gebirgsstock Idar hills bei Idar/Gujarat